# Edificio Metálico
Az Edificio Metálico (a spanyol név jelentése: fém(es) épület) a Costa Rica-i főváros, San José egyik nevezetes épülete. Ma a Buenaventura Corrales nevű általános iskola működik benne.

## Története
Az épületben működő intézmény története 1890-ben kezdődött, amikor Buenaventura Corrales volt San José oktatási testületének elnöke: ebben az évben kezdeményezték (és hagyták jóvá) egy új iskola felépítését a főváros központjában. Corrales az oktatási minisztériumban (Mauro Fernández Acuñával együtt) fontos szerepet játszott az ezidőtájt zajló országos oktatási reformokban, így az új iskolát később az ő tiszteletére nevezték el Buenaventura Corralesnek. Eredeti neve azonban Escuelas Graduadas volt, és története során több inzétmény is működött az épület falai között: volt olyan, hogy egyidejűleg öt. Nyugati részében sokáig a Julia Lang iskola kapott helyet: itt leányok tanulhattak, míg ekkoriban a Corrales iskola fiúiskola volt. 1984-ben egyesült az összes intézmény, ma az oktatás koedukált formában zajlik.
Az épület története azonban már néhány évvel azelőtt elkezdődött, hogy elhatározták volna az iskolaalapítást. Fémelemeit, amelyeket Belgiumban gyártott az S. A. Forges d’Aiseau, 1888-ban szállították el Európából hajón, majd San Josében építették fel belőlük az épületet 1892 és 1896 között, Charles Thirion építész tervei alapján. Az anyag költsége 340 000 colón volt, de a teljes építkezés kétszer ennyibe került. Úgy tervezték, hogy ellenálljon a földrengéseknek is: az 1910-es földrengések idején nem is sérült meg, így tantermeiben ideiglenes kórházi szobákat tudtak kialakítani, ahol a földrengés cartagói sebesültjeit látták el.
Az 1980. július 29-i dátumú 11663-C rendelettel a „fémpalotát” az ország építészeti örökségévé nyilvánították. Ha a földrengések nem is, de az idő azért sok kárt tett az épületben, ezért 2008-ban vagy 2009-ben az oktatási minisztérium, a kulturális örökségek megőrzéséért és kutatásáért felelős központ, valamint az ifjúsági és kulturális minisztérium támogatásával felújították: többek között kijavítottak 17 oszlopot (közülük 11 az emeleten található) és az elektromos rendszert, valamint rámpákat helyeztek el a lépcsőkhöz.

## Leírás
Az egyemeletes, fémszerkezetes palota Costa Rica, és azon belül a főváros, San José központjában található az 5. utca északi oldalán, a Morazán parktól északra. A főhomlokzat főbejáratot is tartalmazó rizalitjának tetején levő timpanon felirata az iskola eredeti nevét (Escuelas Graduadas és az 1890-es évszámot tartalmazza, ami azonban nem az építés, hanem az intézmény alapításának éve. Csúcsára Pallasz Athéné szobrát helyezték el.
Építéséhez duplafalú, galvanizált acéllemezeket használtak fel, hőszigetelő köztes terek alkalmazásával, és betonból készült hangszigetelő rétegekkel. Lépcsői, rácsozatai és erkélyei is vasból készültek, és kis tornyocskáin szélkakasokat helyeztek el. Nem megerősített, de elterjedt az az információ, hogy fémanyaga részben a Napóleon által a waterlooi csatában használt ágyúkból származik.

## Képek

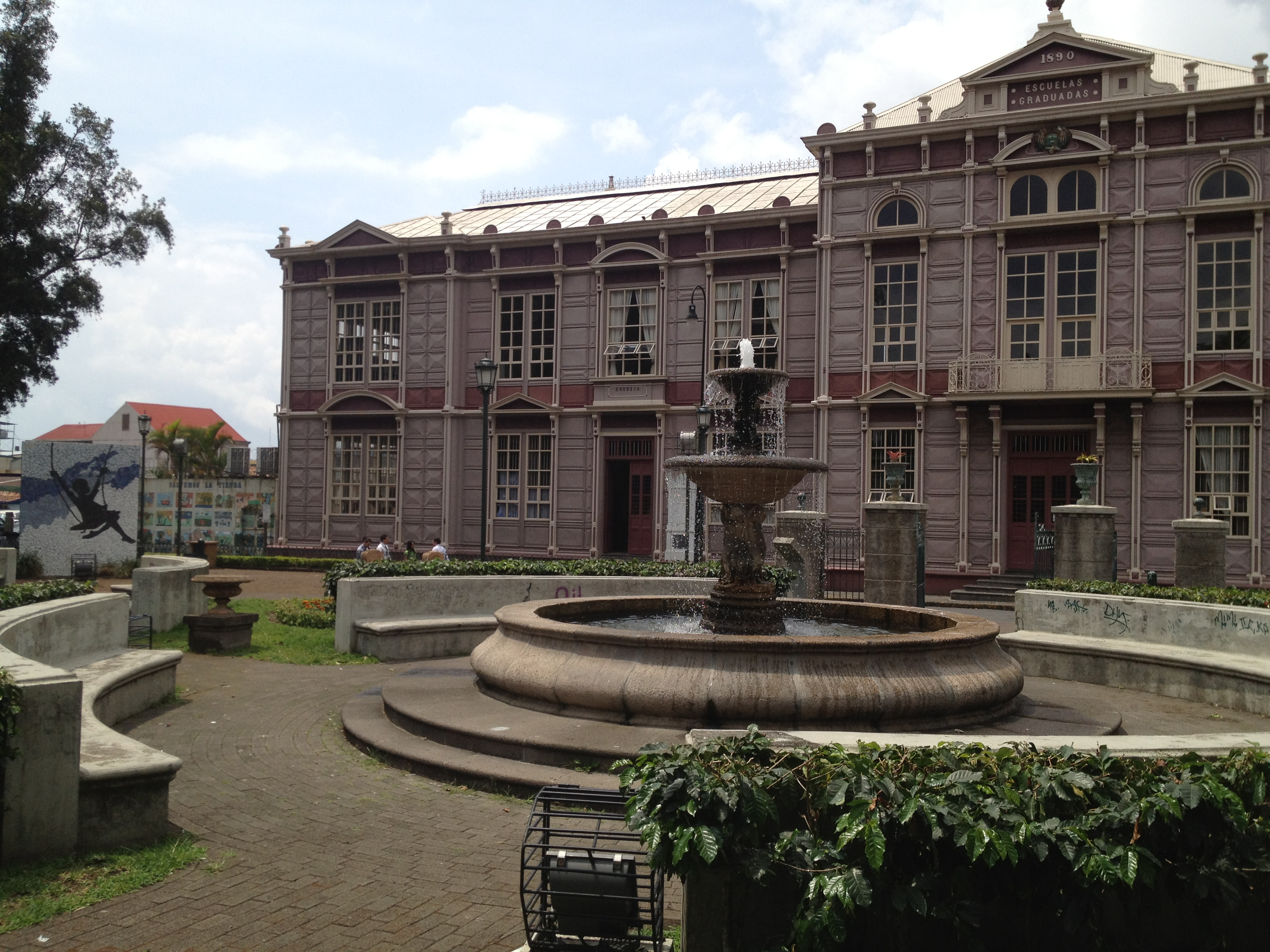
Az épület és az előtte levő park
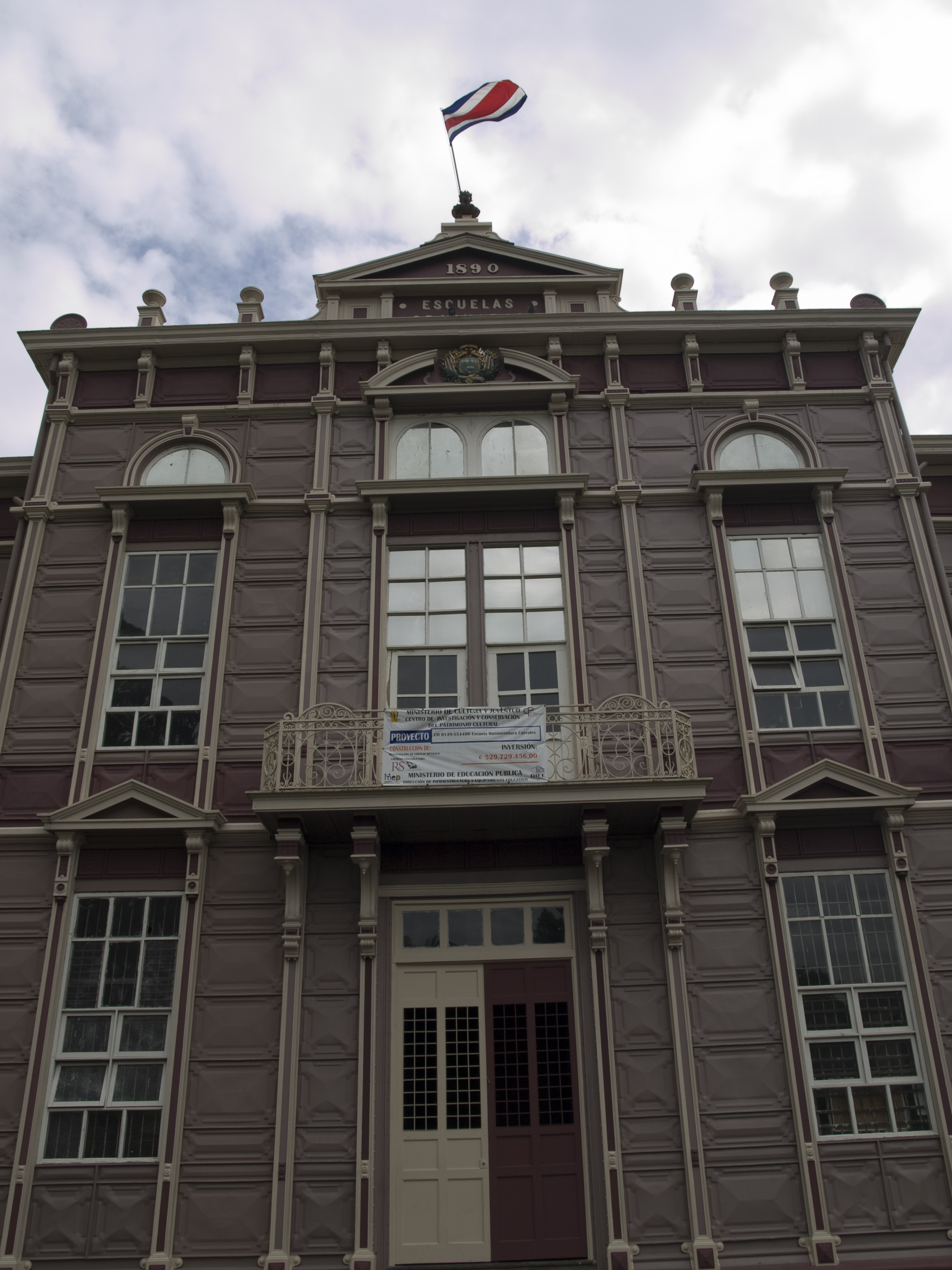
Részlet a főhomlokzatból
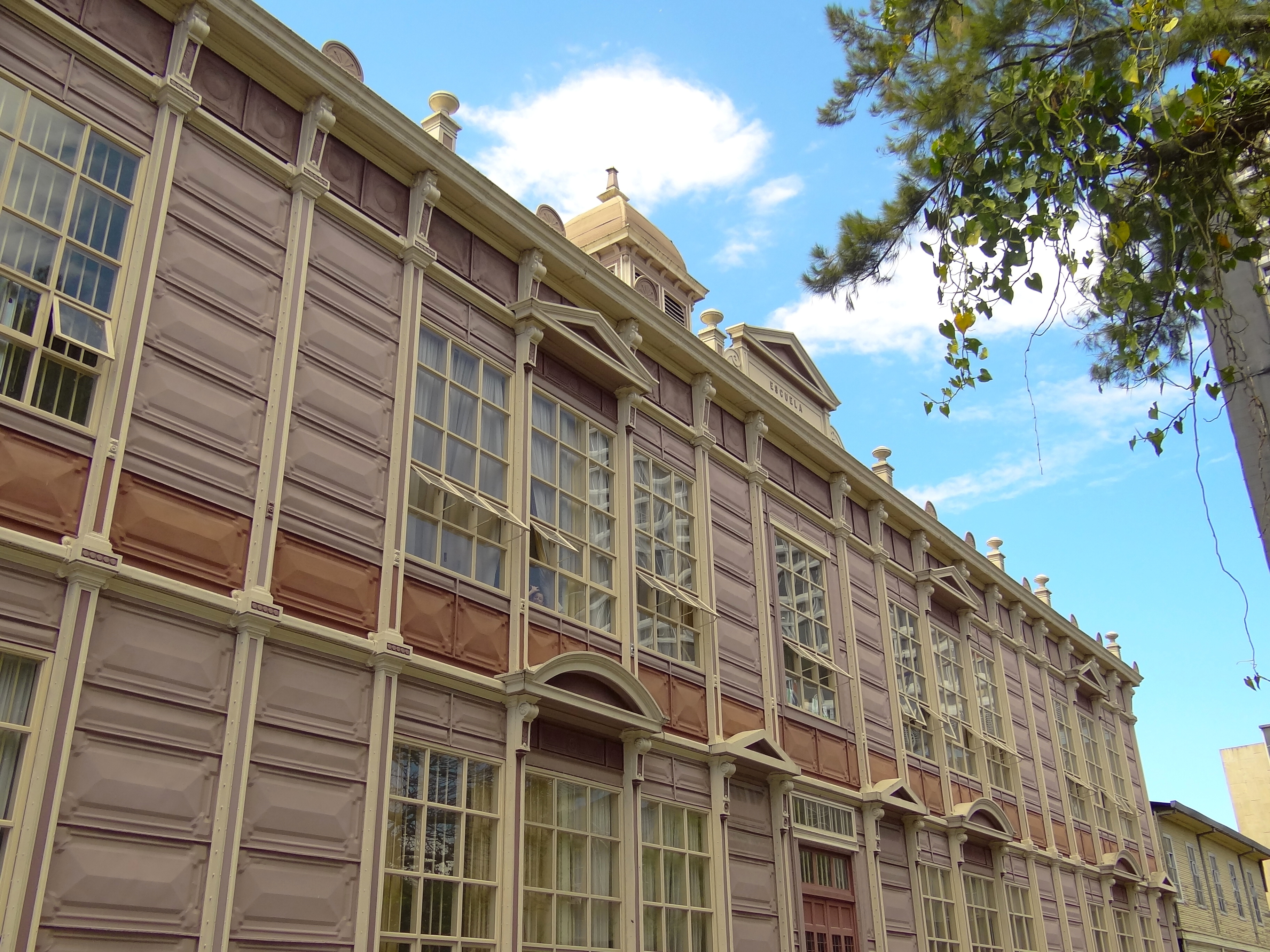
Épületrészlet
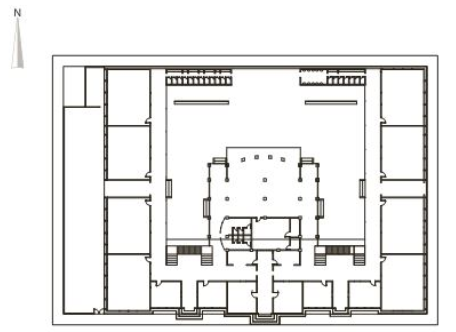
Alaprajza